# Leigh Palin
Leigh Granville Palin (Worcester, 12 settembre 1965) è un ex calciatore inglese, di ruolo centrocampista.

## Carriera
Dopo aver giocato nelle giovanili dell'Aston Villa, che nella stagione 1983-1984 lo aggrega anche alla prima squadra; nella stagione 1984-1985 esordisce tra i professionisti con lo Shrewsbury Town, club di seconda divisione in cui viene ceduto in prestito, dove però gioca solamente 2 partite; trascorre quindi l'intera stagione 1985-1986 al Nottingham Forest, club di prima divisione, con cui non scende però mai in campo in partite ufficiali.
Inizia a giocare con regolarità solamente a partire dalla stagione 1986-1987 quando, all'età di 21 anni, realizza 3 reti in 21 presenze in seconda divisione con il Bradford City; gioca con i Bantams anche nelle 2 successive stagioni, entrambe in seconda divisione, facendo registrare rispettivamente 21 e 30 presenze (play-off della stagione 1987-1988 inclusi); più in generale, in 3 anni con il club mette a segno 13 reti in 94 presenze fra tutte le competizioni ufficiali, tra cui 72 presenze e 10 reti nella seconda divisione inglese. Dopo un'ulteriore parentesi in seconda divisione allo Stoke City, nel gennaio del 1990 passa all'Hull City, con cui in 2 stagioni e mezzo realizza 7 reti in 57 presenze sempre nella medesima categoria. Nella seconda parte della stagione 1991-1992 gioca invece in prestito al Rochdale, con cui disputa 3 partite in quarta divisione. Dopo un'ultima presenza in seconda divisione con il Burnley, trascorre alcuni mesi nella seconda divisione scozzese al Partick Thistle (5 presenze) per poi terminare la stagione 1992-1993 (ed anche la carriera) con una parentesi ai semiprofessionisti inglesi del Tadcaster Albion.
In carriera ha totalizzato complessivamente 151 presenze e 17 reti nella seconda divisione inglese.